# Autostrada D55 (Czechy)
Autostrada D55 (cz. Dálnice D55) – planowana autostrada w Czechach, o długości 101 km. Droga łączyć ma Ołomuniec z Brzecławiem. Obecnie istnieją tylko dwa odcinki trasy D55: obwodnica Otrokovic i fragment w rejonie Ołomuńca.
Do 31 grudnia 2015 r. arteria była planowana jako droga ekspresowa R55 (Rychlostní silnice R55).